# Ефрем (Маалули)
Епи́скоп Ефре́м (в миру Абдо Маалули, араб. عبده معلولي‎, фр. Abdo Maalouli; род. 1 марта 1978, Дждаидет-Артуз) — епископ Антиохийской православной церкви, титулярный епископ Салукийский, викарий Германской и Центрально-Европейской митрополии.

## Биография
В 1996 году закончил среднюю школу в Дждайдет-Артузе и в 1997 году поступил в Колледж механической и электромеханической инженерии Дамасского университета.
Был деятельным участником молодёжного православного движения в Дамаске, пел в хоре, участвовал во многих конференциях. Поступил послушником в Георгиевский патриарший монастырь, и принял монашество в 2001 году.
Отправился в Грецию, где получил степень бакалавра богословия из Богословской школы Афинского университета в 2006 году.
11 ноября 2007 года епископом Аль-Хоснским Иоанном (Язиджи) был рукоположен во диакона. 12 декабря того же года тем же епископом был рукоположен в сан пресвитера.
В 2009 году получил магистерскую степень из Факультета греческой литературы Афинского университета, а также магистерскую степень по патристике в богословской школе Афинского университета. После этого готовил докторскую степень по греческой литературе на философском факультете Афинского университета. Получил богословское образование благодаря поддержке греческого правительства. Овладел дневним и современным греческим языками.
На прошедшем 21-23 июня 2011 года заседании Священного Синода Антиохийской Православной Церкви архимандрит Ефрем был избран викарием Европейской епархии Антиохийской Церкви для Лондона. 28 августа 2011 года последовала его хиротония во викарного епископа Салукийского в Дамасском Успенском соборе. К тому времени место его служения было изменено и епископ Ефрем направился в Кёльн.
После избрания митрополита Европейского Иоанна (Язиджи) патриархом Антиохийским, в конце 2012 года был назначен руководителем Патриаршего секретариата